# Lorenzo Carminati
Lorenzo Carminati, né le 1er juillet 1940 à Zogno (Lombardie), est un coureur cycliste italien, professionnel de 1963 à 1969. Il s'est notamment classé troisième d'une étape sur le Tour d'Italie 1968.

## Palmarès
- 1962
  - Coppa Città di Asti
- 1966
  - 4e du Grand Prix Cemab
- 1968
  - 5e du Grand Prix Tarquinia

## Résultats sur les grands tours

### Tour d'Italie
5 participations
- 1963 : 55e
- 1965 : 52e
- 1967 : 54e
- 1968 : 48e
- 1969 : non-partant (8e étape)

### Tour d'Espagne
2 participations
- 1963 : abandon (8e étape)
- 1964 : 27e